# Manoel de Campos Cartier
Manoel de Campos Cartier (Porto Alegre, 1862 — Porto Alegre, 5 de setembro de 1918) foi um advogado e político brasileiro.
Foi eleito deputado provincial em 1887, exercendo o cargo até 1889. Em 1897 é eleito como deputado federal, cargo que exerce até 1914 de forma ininterrupta, sempre pelo partido PRR (Partido Republicano Rio-grandense).